# 蓬萊瀑布

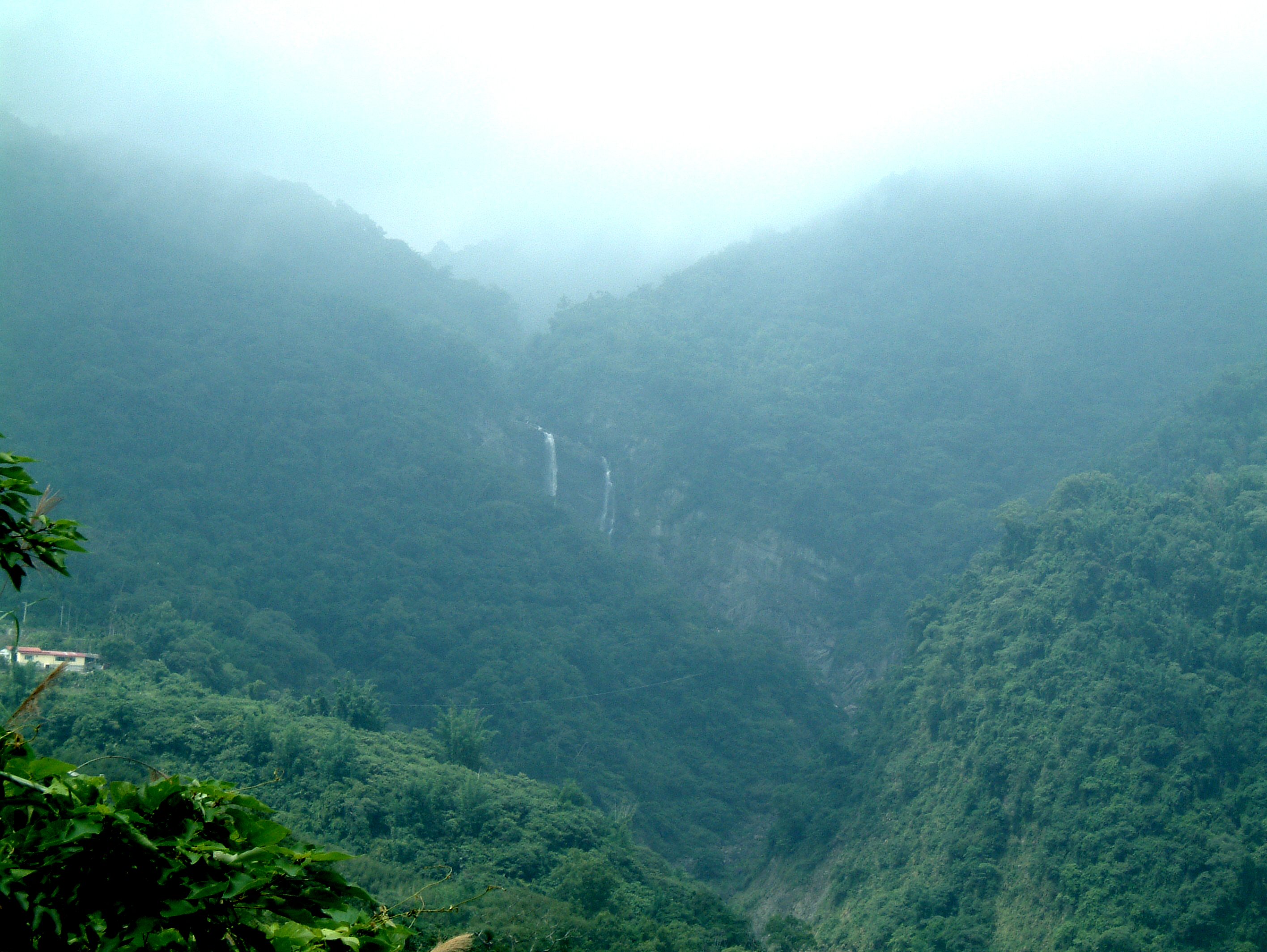
遠眺蓬萊瀑布。

蓬萊瀑布位於雲林縣古坑鄉草嶺聚落東側的竹篙水溪溪谷，屬濁水溪流域，瀑布標高約為920公尺至850公尺，落差約70公尺，為草嶺十景之一，堪稱「草嶺第一景」。瀑布夏季水量豐沛，水流可寬至5~6公尺，氣勢雄偉。但冬季水量縮減，遠方望去，如一支曬衣服的竹篙，故有「竹篙水」之稱號。此外，夕陽西照，瀑布經陽光折射會出現七色彩虹，高掛崖壁之上。蓬萊瀑布壁面寬廣，大雨過後，於右側崖壁上會漫出第二道水流，更加雄偉壯闊。
蓬萊瀑布瀑潭下方緊鄰著一道長長的斜瀑景觀，此即為長春谷。於九二一地震之前，在此曾設有登山纜車及步道兩種不同的遊覽方式。目前步道已舖設地磚，遊客可步行前往竹篙水溪旁觀景台仰望瀑布景觀。蓬萊瀑布於草嶺路段上即可遠眺瀑布，依指標由岔路至步道路口，循步道前行即可至瀑布下方觀景台，時程約15分鐘。

## 地質結構
蓬萊瀑布所出露之地層屬為桂竹林層大窩砂岩，竹篙水溪中上游大致是沿著大窩砂岩的層面所發育，而大窩砂岩東南側所鄰近的岩層是其底部的關刀山砂岩，兩者以石壁斷層為界。瀑布下方所出露之砂岩層中仔細觀察可發現含有貝類及海膽化石。由於岩層中含化石，膠結良好，較為堅硬，因而瀑布得以維持而沒有崩塌。瀑布陡崖底部，可發現有薄層的頁岩分布，由於蓬萊瀑布附近即為石壁斷層帶分布的地方，因此瀑布的成因可能與逆衝斷層的錯動有關。

## 交通資訊
- 自行開車：
  - 1.由國道3號南下，下竹山交流道後右轉台3線集山路一段接大明路，至自強路口右轉延149線至鯉南，依路標指示循149乙線接149甲線至草嶺，依指標經由岔路可至步道路口。
  - 2.由國道3號北上，下梅山交流道後右轉149線經梅山至鯉南，右轉149乙線接149甲線至草嶺，依指標經由岔路可至步道路口。
- 大眾運輸：
  - 搭乘台鐵至員林車站，轉乘員林客運6701線【員林－竹山】至竹山，再轉乘員林客運6722線【竹山－草嶺】至草嶺站下車後步行。
  - 搭乘台鐵至斗六車站，轉乘台西客運7127線【斗六－竹山】至竹山，再轉乘員林客運6722線【竹山－草嶺】至草嶺站下車後步行。

## 解
1. ↑  根據《臺灣通用電子地圖【NLSC】》、《臺灣通用正射影像【NLSC】》對照。
2. ↑  蓬萊瀑布這裡的逆衝斷層是指傾角小於45度的逆斷層，屬低角度逆斷層，亦稱為逆掩斷層。

## 外部連結
- 在Youtube的蓬萊瀑布影音 （页面存档备份，存于）
- 在Panoramio的蓬萊瀑布影像